# James Alexander MacDonald
Pour les articles homonymes, voir James MacDonald et MacDonald.
James Alexander MacDonald (octobre 1858 – 20 décembre 1939) est un avocat, juge et politicien de Colombie-Britannique.
James Alexander naît en octobre 1858, dans le Comté de Huron en Ontario. Il fait ses études à Stratford, à l'Université de Toronto et à l'Osgoode Hall Law School.
Il représente Rossland City à l'Assemblée législative de la Colombie-Britannique de 1903 à 1909. Il est le élu 2e chef du Parti libéral de la Colombie-Britannique lors de la course à la chefferie de 1903.
MacDonald exerce à Toronto en 1890 avant de déménager à Rossland en 1896. Il se marie avec Mary Richardson.
En 1909, il est nommé Juge en chef de la Cour d'appel de la Colombie-Britannique de 1929 jusqu'à sa retraite en 1937.
Il meurt deux ans plus tard, le 20 décembre 1939, à Victoria, à l'âge 81 ans.